# Sampaloc
Sampaloc è una municipalità di quinta classe delle Filippine, situata nella Provincia di Quezon, nella regione di Calabarzon.

## Organizzazione
Sampaloc è formata da 14 baranggay:
- Alupay
- Apasan
- Banot
- Bataan
- Bayongon
- Bilucao
- Caldong
- Ibabang Owain
- Ilayang Owain
- Mamala
- San Bueno
- San Isidro (Pob.)
- San Roque (Pob.)
- Taquico

## Monumenti e luoghi d'interesse
A Sampaloc si trova la sede dell'Università di Santo Tomás, la più antica dell'Asia.